# Kerivoula papillosa
Kerivoula papillosa är en fladdermusart som först beskrevs av Coenraad Jacob Temminck 1840.  Kerivoula papillosa ingår i släktet Kerivoula och familjen läderlappar. IUCN kategoriserar arten globalt som livskraftig. Inga underarter finns listade i Catalogue of Life. Wilson & Reeder (2005) skiljer mellan två underarter.
Denna fladdermus når en absolut kroppslängd av 90 till 109 mm, inklusive en 44 till 50 mm lång svans samt en vikt av 9 till 10 g. Den har 40 till 46 mm långa underarmar, 10 till 12 mm långa bakfötter och 15 till 18 mm stora öron. Ovansidan är täckt av lång och ullig päls som har en mörkbrun till brun färg och undersidans päls är ljusare. På Filippinerna är arten större än alla andra släktmedlemmar. Öronen är lite spetsiga och ser nakna ut. Kerivoula papillosa har rödaktiga extremiteter som står i kontrast till den mörkbruna flygmembranen. På svansflyghuden förekommer knölar som liknar vårtor. Liksom de flesta läderlappar saknar djuret hudflikar på näsan. Arten har en lång och smal hudflik i örat (tragus) samt spetsiga tänder.
Arten förekommer med flera från varandra skilda populationer i Sydostasien från norra Vietnam och Laos till Java och Sulawesi. Fladdermusen lever i låglandet och i låga bergstrakter upp till 1050 meter över havet. Habitatet utgörs av lövskogar. Individerna vilar i trädens håligheter och bildar flockar med upp till 14 medlemmar. Fladdermusen vilar även i stora bambustjälkar.
Kerivoula papillosa jagar insekter med hjälp av ekolokalisering. Honor har en kull per år med en unge.